# Chichibu Yasuhito

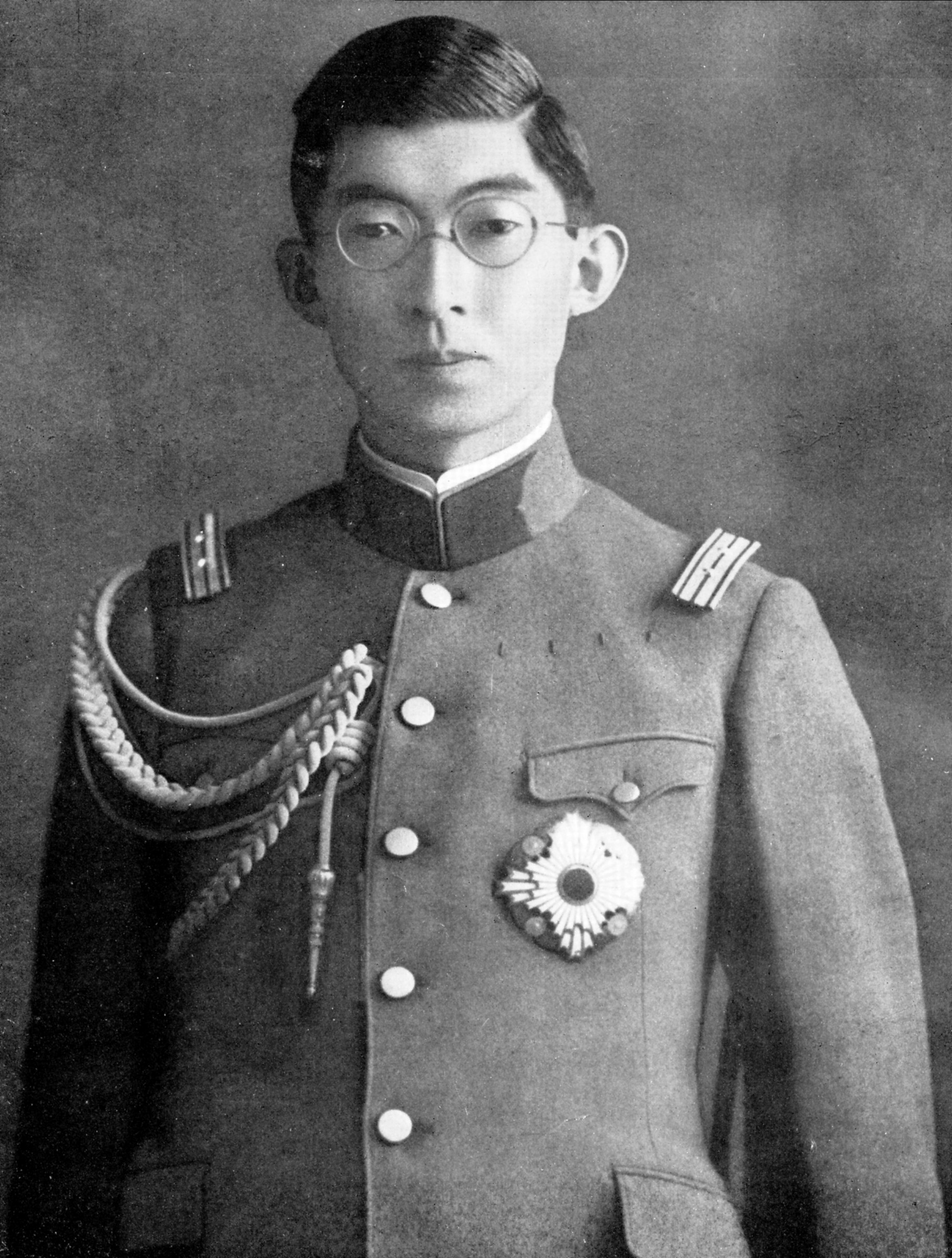
Prinz Chichibu Yasuhito als Oberstleutnant des Kaiserlich Japanischen Heeres 1939

Prinz Chichibu Yasuhito (japanisch 秩父宮雍仁親王 Chichibu-no-miya Yasuhito-shinnō; * 25. Juni 1902 in Tokio als Atsu-no-miya Yasuhito-shinnō; † 4. Januar 1953 in Fujisawa) war der zweite Sohn des Tennō Taishō und Bruder des Tennō Shōwa und damit Mitglied des japanischen Kaiserhauses. Wie viele andere Mitglieder des Kaiserhauses dieser Zeit war auch er ein General in der Kaiserlich Japanischen Armee.

## Biographie

### Frühes Leben
Prinz Chichibu wurde am 25. Juni 1902 im Aoyama-Palast in Tokio als zweiter Sohn des damaligen Kronprinzen Yoshihito (später Tennō Taishō) und seiner Frau, Kronprinzessin Sadako, geboren. Sein ursprünglicher Name war Atsu-no-miya (Prinz Atsu). Er und sein Bruder Hirohito (der spätere Tennō Showa) wurden direkt nach der Geburt in die Obhut des ehemaligen Offiziers Kawamura Sumiyoshi und dessen Frau übergeben, kehrten nach dem Tod Kawamuras 1904 jedoch zu ihren Eltern zurück. Nach seiner normalen Schulausbildung schrieb Prinz Atsu sich 1917 an der Zentralen Militärischen Vorbereitungsschule und 1922 an der Kaiserlich Japanischen Heeresakademie ein.
Am 26. Mai 1922 gab Tennō Taishō Prinz Atsu den Titel Chichibu-no-miya und erlaubte ihm, einen neuen Zweig der Kaiserlichen Familie zu gründen. 1925 ging der Prinz nach Großbritannien und studierte dort in Oxford am Magdalen College. Er bekam während seiner Studienzeit den Royal Victorian Order von König Georg V. verliehen und erlangte den Ruf eines hervorragenden Bergsteigers und Naturburschen. Im Januar 1927 kehrte er nach dem Tod seines Vaters, der bereits längere Zeit physisch und psychisch angegriffen gewesen war, nach Japan zurück, da er bis zur Geburt seines Neffen Akihito im Dezember 1933 der direkte Thronfolger des Chrysanthementhrons war.

### Heirat
Prinz Chichibu heiratete am 28. September 1928 Matsudaira Setsuko, die Tochter von Matsudaira Tsuneo, der japanischer Botschafter in den USA und später dem Vereinigten Königreich war. Obwohl sie theoretisch als Gemeine geboren war, galt sie als adlig, da ihr Großvater väterlicherseits, Matsudaira Katamori, der letzte Daimyo von Aizu gewesen war. Die Ehe blieb kinderlos, da die einzige Schwangerschaft der Prinzessin in einer Fehlgeburt endete.

### Militärische Karriere
Prinz Chichibu hatte die Heeresoffizierschule bereits im Oktober 1922 im Rang eines Leutnants abgeschlossen und war in die Kaiserlich Japanische Garde eingetreten. Nach seiner Beförderung zum Oberleutnant 1925 erfolgte seine Beförderung zum Hauptmann 1930, nachdem er die Kaiserlich Japanische Heereshochschule abgeschlossen hatte. Im August 1935 wurde er zum Major befördert und erhielt sein erstes Kommando in Hirosaki.
Einige Historiker bringen ihn mit dem gescheiterten Putschversuch vom 26. Februar 1936 in Verbindung. Inwieweit und ob er an dessen Planung beteiligt war, bleibt unklar, jedoch hegte er eindeutige Sympathien für die Putschisten und favorisierte das Verbot der in seinen Augen korrupten politischen Parteien und die Errichtung einer Militärdiktatur unter Führung des Tennō. Ebenso war er als Freund der Kōdō-ha innerhalb der Armee bekannt. Nach der Ermordung von Premierminister Inukai Tsuyoshi führte er viele heftige Diskussionen mit seinem Bruder, Tennō Hirohito, ob die Verfassung außer Kraft gesetzt werden und der Tennō direkt regieren sollte.
Nach dem Putschversuch wurde er gemeinsam mit seiner Frau auf eine mehrmonatige Reise durch Europa geschickt. Dabei repräsentierte er im Mai 1937 Japan bei der Krönung des englischen Königs Georg VI. in der Westminster Abbey. Anschließend reiste er nach Schweden und in die Niederlande, bevor er allein schließlich nach Deutschland kam und dort in Nürnberg am Reichsparteitag von 1937 teilnahm. Im Anschluss traf er Adolf Hitler, mit dem er über eine Intensivierung der deutsch-japanischen Beziehungen verhandeln wollte. Bei einem Essen auf der Nürnberger Burg ließ Hitler sich verbal sehr aggressiv über Josef Stalin aus, was den Prinzen dazu verleitete, zu seinem Begleiter, Homma Masaharu, zu sagen: „Hitler ist ein Schauspieler, es wird schwer sein, ihm zu trauen.“ Trotz dieser Zweifel war der Prinz sich weiterhin sicher, dass Japans Zukunft in einem Bündnis mit dem nationalsozialistischen Deutschland liege, und er beriet sich vor allem 1938 und 1939 häufig mit Hirohito über die Möglichkeit, mit Deutschland ein Militärbündnis gegen Großbritannien und die USA einzugehen.
Noch während seines Aufenthalts in Europa erhielt Prinz Chichibu im August 1937 das Kommando über das 31. Infanterieregiment, dem seine Beförderung zum Oberstleutnant 1938 und schließlich zum Oberst 1939 folgten. Im gerade ausgebrochenen Zweiten Japanisch-Chinesischen Krieg nahm er an verschiedenen Gefechten direkt oder indirekt teil. So war er während des Nomonhan-Zwischenfalls in der Mandschurei stationiert und wurde unmittelbar nach dem Massaker von Nanking in die Stadt verlegt. Am 9. Februar 1939 bekam er von Ishii Shirō eine Denkschrift über biologische Kriegsführung zugespielt. In der Folge nahm er auch an mehreren demonstrativen Vivisektionen Ishiis teil.
Verschiedene Bücher stellen die Behauptung auf, Prinz Chichibu sei nach Ausbruch des Pazifikkriegs an der Operation Kin no Yuri beteiligt gewesen, deren Aufgabe der Raub von Kunstschätzen aus den eroberten Gebieten gewesen sei. Diese Behauptung widerspricht der offiziellen Darstellung, wie sie in den Memoiren von Prinzessin Chichibu aufgeführt wird. Dort wird festgestellt, Prinz Chichibu habe sich nach einer Tuberkuloseerkrankung im Juni 1940, von der er sich nicht wieder erholte, aus dem aktiven Militärdienst zurückgezogen und den Rest des Krieges als Generalmajor ohne Verwendung in seinem Haus in Gotemba verbracht.

### Nachkriegszeit

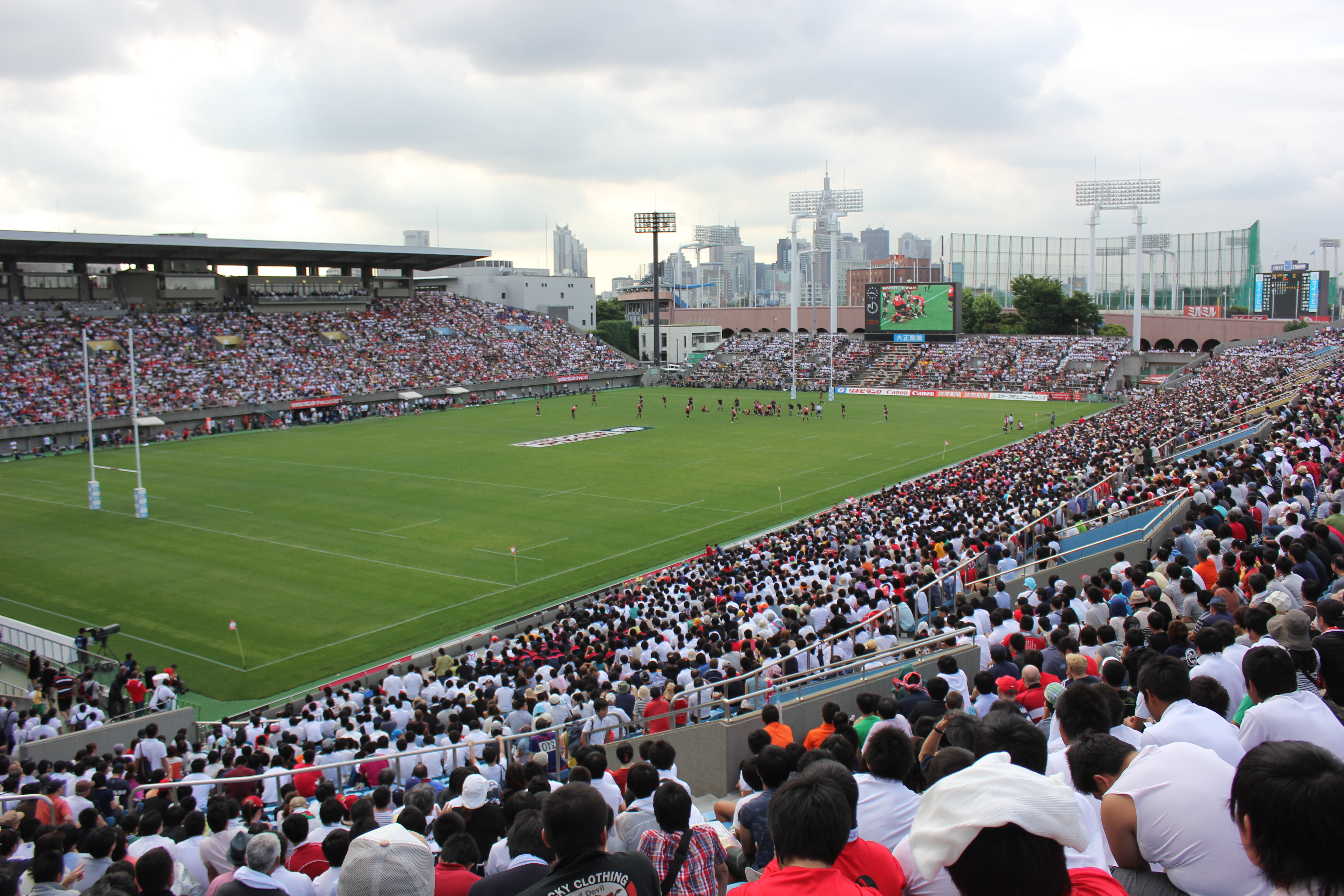
Chichibunomiya-Stadion, das nach dem Prinzen benannt ist.

Prinz Chichibu hatte bereits seit den 1910er-Jahren ein beträchtliches Interesse an Sportveranstaltungen, sportbasiertem Staatsbürgertraining und korrespondierenden Modernisierungsprojekten gezeigt und in Japan abgehaltene internationale Sportereignisse wie die Far Eastern Championship Games von 1917, 1923 und 1930 besucht bzw. Japan repräsentiert. Nach Ende des Pazifikkriegs wurde Prinz Chichibu Ehrenvorsitzender und Unterstützer vieler Sportorganisationen, was ihm den Spitznamen Sportlicher Prinz einbrachte. Er kümmerte sich besonders um die Förderung des Rugby in Japan, nachdem der Vorsitzende der Japanischen Rugbyunion, Shigeru Kayama, ihn für die Sportart hatte begeistern können. Ab 1947 war er Ehrenvorsitzender der Japan Rugby Football Union.
Nach seinem Tod wurde das Tokioter Rugbystadion in Prinz-Chichibu-Rugbystadion umbenannt und eine Statue des Prinzen im Rugbyoutfit dort aufgestellt.
Der Prinz war außerdem Ehrenpräsident sowohl der Japanisch-Britischen als auch der Japanisch-Schwedischen Gesellschaft.

### Tod
Prinz Chichibu starb am 4. Januar 1953 in seinem Haus in Fujisawa an Tuberkulose. Seine Überreste wurden verbrannt und am 12. Januar 1953 auf dem Toshimagaoka-Friedhof in Tokio beigesetzt.